# Рочфорд (район)
Рочфорд (англ. Rochford) — неметрополитенский район (англ. non-metropolitan district) в графстве Эссекс (Англия). Административный центр — город Рочфорд.

## География
Район расположен в юго-восточной части графства Эссекс, выходит на побережье Северного моря.

## История
Район был образован 1 апреля 1974 года в результате слияния городского района Рейли и сельского района Рочфорд.

## Состав
В состав района входит 2 города:
- Рейли
- Рочфорд

и 12 общин (англ. civil parish):
- Ашингдон
- Барлинг-Магна
- Каньюдон
- Фаулнесс
- Грейт-Уэйкеринг
- Хокуэлл
- Хокли
- Халбридж
- Пейглсем
- Рорет
- Стамбридж
- Саттон